# Джеральд Вільям Бальфур
Джеральд Вільям Бальфур, 2-й герцог Бальфурський (англ. Gerald William Balfour, 2nd Earl of Balfour) — представник британської знаті та політичний діяч від Консервативної партії.

## Біографія
21 грудня 1887-го у віці 24 років Джеральд Бальфур побрався із 20-річною Елізабет Едіт Літтон, донькою колишнього віце-короля Індії Роберта Літтона. Разом вони мали шестеро дітей
Від 1885 до 1906 року Джеральд Бальфур був членом парламенту від Центрального Лідсу. Протягом цього часу він працював особистим секретарем свого брата Артура Бальфура, головним секретарем у справах Ірландії (1895—1900). Займав посаду міністра торгівлі (1900—1905) та міністра місцевого самоврядування (1905).

## Нагороди
- Почесна ступінь доктора юриспруденції від Кембриджського університету.[3]

## Родина
Дружина — Елізабет Едіт Літтон
Діти:
- Рут (†1967) — закінчила Королівський медичний коледж із ступенем бакалавра медицини, дама-командор ордена Британської імперії, одружена із бригадиром шотландських гвардійців Едвардом Вільямом Стургісом, мала сина.[4]
- Елеонора (1890— після 1980) — одружена із шановним (hon.) Гелбрейтом Лоурі Коулом, учасником Другої бурської війни, мала двох синів.[5]
- Мері Едіт (1894—1980) — померла неодруженою.[6]
- Евеліна Барбара «Єва» (1898—1990) — одна з перших жінок, що вивчали сільське господарство в університетах, фермер, педагог, піонер органічного землеробства.
- Роберт Артур (1902—1968) — 3-й герцог Бальфурський, лейтенант королівського морського резерву, учасник Другої світової війни, одружений з Джин Кук-Ярборо, мав чотирьох дітей.[7]
- Кетлін Констанс (1912—1996) — закінчила Кембридж із ступенем магістр мистецтв, одружена із Річардом Чарльзом Олдфілдом, мала двох доньок.[8]